# Garrulaxe de Steere
Liocichla steerii
Espèce
Statut de conservation UICN

 LC  : Préoccupation mineure
Le Garrulaxe de Steere (Liocichla steerii) est une espèce de passereau de la famille des Leiothrichidae.
Il est nommé en hommage à Joseph Beal Steere.

## Répartition
Il est endémique à Taïwan.